# هنري والاس ماكليود
هنري والاس ماكليود هو عسكري كندي، ولد في 17 ديسمبر 1915 في ريجاينا في كندا، وتوفي في 27 سبتمبر 1944 في فيزل في ألمانيا.